# José Luis Chilavert
José Luis « Chila » Chilavert est un footballeur international paraguayen né le 27 juillet 1965 à Luque. Il évoluait au poste de gardien de but.
Sixième au classement des meilleurs gardiens du XXe siècle de l'IFFHS (deuxième en ce qui concerne les Latino-Américains, après l'Argentin Amadeo Carrizo), il est considéré comme le meilleur joueur de l'histoire de son pays, aux côtés de grands joueurs paraguayens, comme Arsenio Erico et Romerito.
Avec 68 buts marqués, il est le deuxième gardien à avoir inscrit le plus de buts (après le Brésilien Rogério Ceni et ses 132 buts), et le premier en termes de buts internationaux (avec huit réalisations). Il est également le seul gardien de l'histoire à avoir inscrit un triplé.
Néanmoins il serait extrêmement réducteur de circonscrire Chilavert à ses qualités de gardien buteur, en effet il était aussi un véritable rempart dans les cages : auteur de trente clean sheets (« matchs officiels sans encaisser de but ») avec la sélection paraguayenne (à titre de comparaison, Lev Yachine, considéré comme le meilleur gardien de l'histoire, et qui possède exactement le même nombre d'apparitions internationales que Chilavert, en compte vingt-quatre avec la sélection soviétique), il concédait en moyenne 1,05 but par match avec l'Albiroja.
Il fait partie, aux côtés des gardiens Antonio Carbajal, Dino Zoff et Lev Yachine, des 48 « footballeurs de légende », une liste établie par l'IFFHS en 2016 censée regrouper les plus grands joueurs de foot de l'histoire, et dont il est le seul Paraguayen.
Depuis 2004, son nom était régulièrement cité comme possible candidat à l'élection présidentielle. Il se présente finalement à la présidentielle de 2023 avec un programme de droite.

## Biographie

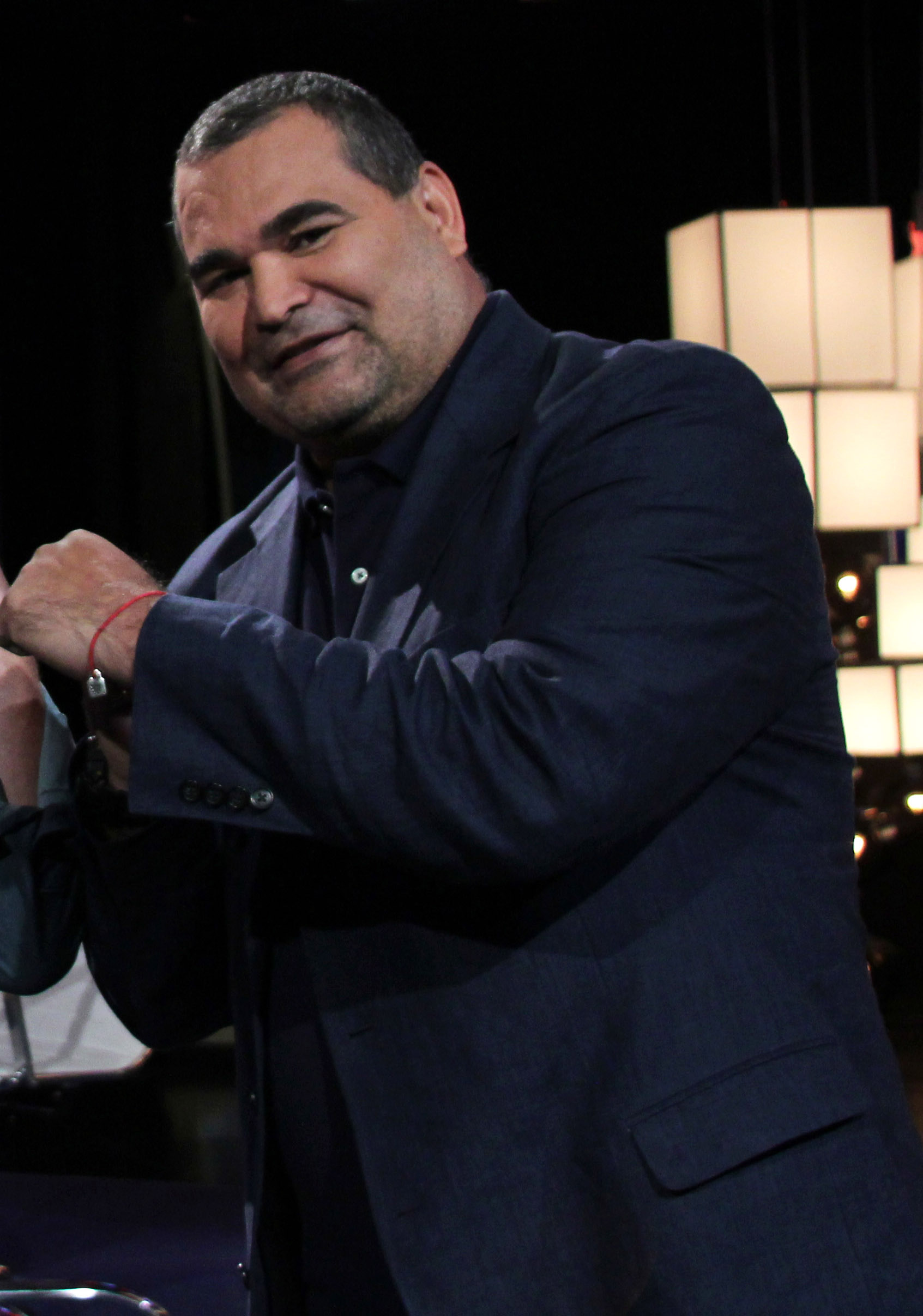
Chilavert, 2014.

José Luis Chilavert est à la fois un spécialiste des penalties et surtout des coups francs. Cette particularité peu commune pour un gardien de but (certains comme Hans-Jörg Butt se contentant de transformer les penalties) a longtemps fait de lui le meilleur buteur absolu parmi les gardiens professionnels (dépassé le 20 août 2006 par le gardien international brésilien Rogério Ceni). Il a marqué 67 buts dans sa carrière professionnelle, dont huit lors de rencontres internationales. Certains furent très importants, ainsi quatre de ses buts internationaux ont été marqués pendant les éliminatoires de la Coupe du monde 2002.
Chilavert fait ses débuts en tant que joueur de football à l'âge de quinze ans avec le club du Sportivo Luqueño, qui était en deuxième division paraguayenne à l'époque. Il dispute son premier match avec le Paraguay en 1989, lorsqu'il évolue à San Lorenzo en Argentine. Il joue ensuite au Real Saragosse en Espagne, avant de revenir en Argentine sous les couleurs du Vélez Sarsfield, remportant le Championnat d'Argentine à trois reprises, la Copa Libertadores et la Coupe intercontinentale. Le 28 novembre 1999, il marque trois buts sur pénalties lors d'une rencontre opposant le Vélez Sarsfield au Ferro Carril Oeste, il devient ainsi le premier et probablement l'unique portier de l'histoire à inscrire un hat-trick lors d'un match officiel, ce qui lui vaut une entrée au Livre Guinness des records.
Il est élu « gardien de but de l'année » par la FIFA en 1995, 1997 et 1998. En 1998, il participe à la Coupe du monde organisée en France, hissant le Paraguay en huitième de finale, mais un but en or de Laurent Blanc à la 113e minute ruine tous les espoirs des Paraguayens (le but principal de ces derniers était de mener les Français jusqu'à l'épreuve des tirs au but, dont Chilavert est un spécialiste en plus d'être un gros atout mental pour son équipe).
Ses prestations héroïques lors de la Coupe du monde 1998 (notamment contre la France) représentent le sommet de sa carrière. Son départ du Vélez Sarsfield en 2000 marque le début de son déclin.
Durant l'automne 2000, il est recruté par le RC Strasbourg pour cinquante millions de francs (7,62 millions d'euros), prix très élevé pour un gardien de 35 ans. Au sein d'un club en position de relégable en championnat, son arrivée n'est pas appréciée de ses nouveaux coéquipiers, soutiens du gardien initialement titulaire, Thierry Debès. Chilavert, en surcharge pondérale, n'arrive pas au club en condition physique correcte pour le sport de haut niveau. Ses prestations ne changent pas la trajectoire du club alsacien et il est même un temps placé sur le banc des remplaçants. Le RC Strasbourg, dernier du classement final, descend en deuxième division à l'issue de la première saison du Paraguayen. Il aide néanmoins à la victoire de son club en Coupe de France en 2001 en inscrivant le dernier tir au but de la victoire en finale face à Amiens (0-0 5 tirs au but à 4) après avoir arrêté le tir de l'Amiénois Abalo,. Il avait en outre inscrit un penalty « dans le jeu » en demi-finale, son seul but avec Strasbourg. Resté au club la saison suivante en deuxième division, il est titulaire dans l'équipe qui se classe deuxième du championnat, validant ainsi une remontée immédiate. Abordant à nouveau avec une surcharge pondérale la saison 2002-2003, Chilavert est finalement mis à pied puis licencié à la fin du mois d'août 2002. Les supporteurs alsaciens gardent de lui l'image d'un gardien rarement à son meilleur niveau, souvent à court de forme, avec de nombreux kilos superflus.
Personnage haut en couleur, véritable star au Paraguay, Chilavert ne se distingue pas que par ses performances sur le terrain. Amateur de déclarations provocatrices (sur le football en général, sur les femmes, sur la classe politique de son pays), il est également plusieurs fois pointé du doigt pour des faits de violence, contre ses adversaires (il est suspendu plusieurs matchs pour avoir craché sur Roberto Carlos lors des éliminatoires du Mondial 2002) mais aussi parfois contre ses entraîneurs.
Après un bref passage au Peñarol de Montevideo et un non moins bref retour au Vélez Sarsfield, Chilavert se retire du football international en 2004. Il totalise 74 sélections et a marqué 62 buts (60 sur coups de pied arrêtés : 44 penaltys transformés et 16 coups francs) dont huit en sélection nationale.

### Prises de position et candidature à la présidentielle
Très populaire dans son pays, il est consultant pour la chaîne de télévision paraguayenne Telefuturo et aurait envisagé de se présenter un jour aux élections présidentielles. Il défend des positions marquées à droite, notamment sur le libéralisme économique. Il cite le président brésilien Jair Bolsonaro comme étant son modèle politique. Il exprime son soutien au candidat d'extrême droite José Antonio Kast à l'élection présidentielle chilienne de 2021, qui sera battu au second tour face au candidat de gauche Gabriel Boric .
Il annonce en 2017 s'engager en politique afin de « tenir tête au socialisme et à la gauche ». Il renonce toutefois à se présenter à l'élection présidentielle de 2018 et apporte son soutien à Mario Abdo Benítez, qui sera élu.
Il officialise fin 2020 son intention de se présenter à l'élection présidentielle de 2023 en tant qu'indépendant, bien qu'il se soit jusqu'alors montré proche du Parti Colorado. Apôtre du modèle familial catholique, il se présente comme le candidat anti-corruption. Il défend un programme nationaliste, réactionnaire et homophobe qualifié de « protofasciste » par le politologue Marcello Lachi, mais en dépit de sa notoriété sa candidature ne décolle pas dans les sondages. Il fait par ailleurs face à des polémiques, notamment lorsque son propre avocat l'attaque dans les médias au motif que José Luis Chilavert ne lui aurait jamais payé ses honoraires et qu’il aurait manqué de respect à son épouse.

## Clubs
- 1980-1983 : Sportivo Luqueño ( Paraguay)
- 1984-1984 (juin) : Club Guaraní ( Paraguay)
- 1984-1988 : San Lorenzo ( Argentine)
- 1988-1991 : Real Saragosse ( Espagne)
- 1991-2000 : Vélez Sarsfield ( Argentine)
- 2000-2002 : RC Strasbourg ( France)
- 2002-2003 : Peñarol ( Uruguay)
- 2003-2004 : Vélez Sarsfield ( Argentine)

## Statistiques

### Buts internationaux
| 0     | Date | Lieu | Compétition | Résultat | Adversaire | Détail | Détail | Détail | Sél. |
| ----- | --- | --- | --- | --- | --- | --- | --- | --- | --- |
| 1er   | 27 août 1989 | Estadio Defensores del Chaco, Asuncion, Paraguay                                                                                    | Éliminatoires Coupe du monde 1990                                                                                                   | V 2-1 | Colombie | 90e | s.p du pied gauche | 2-1 | 1re |
| 2e    | 15 août 1993 | Estadio Defensores del Chaco, Asuncion, Paraguay                                                                                    | Éliminatoires Coupe du monde 1994                                                                                                   | V 2-1 | Pérou | 28e | s.p du pied gauche | 2-0 | 15e |
| 3e    | 1er septembre 1996 | Stade Monumental, Buenos Aires, Argentine                                                                                           | Éliminatoires Coupe du monde 1998                                                                                                   | N 1-1 | Argentine | 42e | c.f du pied gauche | 1-1 | 22e |
| 4e    | 17 juin 1997 | Stade Félix-Capriles, Cochabamba, Bolivie                                                                                           | Premier tour de la Copa América 1997                                                                                                | N 1-1 | Argentine | 73e | s.p du pied gauche | 1-0 | 31e |
| 5e    | 7 octobre 2000 | Stade Nemesio Camacho El Campín, Bogota, Colombie                                                                                   | Éliminatoires Coupe du monde 2002                                                                                                   | V 0-2 | Colombie | 90e | c.f du pied gauche | 0-2 | 59e |
| 6e    | 15 novembre 2000 | Estadio Defensores del Chaco, Asuncion, Paraguay                                                                                    | Éliminatoires Coupe du monde 2002                                                                                                   | V 5-1 | Pérou | 83e | s.p du pied gauche | 5-1 | 60e |
| 7e    | 5 septembre 2001 | Estadio Defensores del Chaco, Asuncion, Paraguay                                                                                    | Éliminatoires Coupe du monde 2002                                                                                                   | V 5-1 | Bolivie | 50e | s.p du pied gauche | 3-1 | 66e |
| 8e    | 7 octobre 2001 | Estadio Defensores del Chaco, Asuncion, Paraguay                                                                                    | Éliminatoires Coupe du monde 2002                                                                                                   | N 2-2 | Argentine | 18e | s.p du pied gauche | 1-0 | 67e |
| Total | huit buts (tous du pied gauche), dont six penaltys et deux coups francs, en 74 sélections entre le 27 août 1989 et le 2 avril 2003. | huit buts (tous du pied gauche), dont six penaltys et deux coups francs, en 74 sélections entre le 27 août 1989 et le 2 avril 2003. | huit buts (tous du pied gauche), dont six penaltys et deux coups francs, en 74 sélections entre le 27 août 1989 et le 2 avril 2003. | huit buts (tous du pied gauche), dont six penaltys et deux coups francs, en 74 sélections entre le 27 août 1989 et le 2 avril 2003. | huit buts (tous du pied gauche), dont six penaltys et deux coups francs, en 74 sélections entre le 27 août 1989 et le 2 avril 2003. | huit buts (tous du pied gauche), dont six penaltys et deux coups francs, en 74 sélections entre le 27 août 1989 et le 2 avril 2003. | huit buts (tous du pied gauche), dont six penaltys et deux coups francs, en 74 sélections entre le 27 août 1989 et le 2 avril 2003. | huit buts (tous du pied gauche), dont six penaltys et deux coups francs, en 74 sélections entre le 27 août 1989 et le 2 avril 2003. | huit buts (tous du pied gauche), dont six penaltys et deux coups francs, en 74 sélections entre le 27 août 1989 et le 2 avril 2003. |

## Palmarès
- Vainqueur du Championnat du Paraguay de football en 1984 avec le Club Guaraní
- Vainqueur du Championnat d'Argentine de football en 1993, 1996, 1998 avec le Vélez Sarsfield
- Vainqueur du Championnat d'Uruguay de football en 2003 avec le CA Peñarol
- Vainqueur de la Copa Libertadores en 1994 avec le Vélez Sarsfield
- Vainqueur de la Coupe intercontinentale en 1994 avec le Vélez Sarsfield
- Vainqueur de la Copa Interamericana en 1995 avec le Vélez Sarsfield
- Vainqueur de la Supercopa Sudamericana en 1996 avec le Vélez Sarsfield
- Vainqueur de la Coupe de France de football en 2001 avec le RC Strasbourg

## Distinctions personnelles
- Membre de l'équipe-type (All-Star Team) de la Coupe du monde 1998
- Meilleur joueur sud-américain de l'année : 1996 (Vélez Sarsfield).
- Meilleur gardien de football de l'année : 1995, 1997 et 1998.
- 3e meilleur gardien de football de l'année : 1996 et 1999
- 4e meilleur gardien de football de l'année : 2000
- 6e meilleur gardien de football de l'année : 2001
- 14e meilleur gardien de football de l'année : 2003[20]
- 17e meilleur gardien de football de l'année : 2002[21]
- 2e meilleur gardien de but latino-américain du XXe siècle[2]
- 6e meilleur gardien de but du XXe siècle[1]
- 7e meilleur gardien de but du monde des vingt-cinq dernières années: 1987–2012[22],[23]
- 24e meilleur gardien de but de la première décennie du XXIe siècle[24]